# Bjergkløver
Bjergkløver (Trifolium montanum), ofte skrevet bjerg-kløver, er en urteagtig plante med en opret vækst og hvide blomster. Den ligner hvidkløver på blomsterfarven, men vokser i modsætning til denne helt opret. Arten ses nu og da i haverne.

## Kendetegn
Bjergkløver er en flerårig, urteagtig plante med en opret og åben, busket vækst. Alle grønne dele af planten er tæt hårklædte, og stænglerne er runde i tværsnit med spredt siddende blade. Bladene er trekoblede med smalt elliptiske småblade. Oversiden er grågrøn, mens undersiden er lysegrøn med fremtrædende bladribber.
Blomstringen foregår i juni-juli, hvor man finder blomsterne samlet i endestillede hoveder (som normalt hos alle arter af kløver). De enkelte blomster har den opbygning, som er typisk for ærteblomster, her med hvide, hvidgule eller (sjældent) lyserøde kronblade. Frugterne er små bælge med nogle få frø i hver.
Rodsystemet er sammensat af en dybtgående pælerod og et kraftigt udviklet sæt af siderødder.
Arten når en størrelse på 15-45 cm i højden og omtrent det samme i bredden. Den årlige tilvækst svarer hertil.

## Udbredelse
Bjergkløver har sin naturlige udbredelse fra Lilleasien over Kaukasus, Europæisk Rusland, Centralasien til Sibirien. I Europa er den udbredt i den centrale og østlige del med forposter i Sydeuropas bjerge og på enkelte øer i Oslofjorden.
Bjergkløver anses for at være forsvundet fra Danmark .
Arten er knyttet til lysåbne voksesteder med en næringsfattig og tør, kalkholdig jord. Derfor ses den oftest på overdrev og skrænter samt lyse løvskove, hvor den indgår i plantesamfundsklassen Festuco-Brometea.
I de græssede bjergenge i den sydøstlige del af de Dinariske Alper (Šar Bjergene) nær Brezovica i Kosovo vokser arten sammen med bl.a. agersnerle, agertidsel, Agrostis alba (en art af hvene), hundegræs, hyrdetaske, alm. kvik, alm. kællingetand, bermudagræs, fjeldrapgræs, fløjlsgræs, glat vejbred, hvidkløver, kornvalmue, rødkløver, rød svingel, seglsneglebælg, snerlepileurt og vild gulerod

## Anvendelse
Arten indgår i plantedækket - og dermed i høhøsten - i mange af de endnu ugødede græsningsarealer i Syd- og Østeuropa.
| Portal | Portal:Botanik |

## Note
1. ↑  Naturhistorisk Museum (Oslo): Bakkekløver - en kort gennemgang af arterne på Hovedøya ((norsk)
2. ↑  Løjtnant, B. & Worsøe, E. 1993: Status over den danske flora 1993. - G.E.C. Gads Forlag. København
3. ↑  "DMU: Den danske Rødliste. Bjerg-kløver Trifolium montanum L.". Arkiveret fra originalen 4. marts 2016. Hentet 9. januar 2013.
4. ↑  H.H. Ellenberg: Vegetation Ecology of Ventral Europe, 1988, 4. udg. ISBN 978-0521236423, side 671
5. ↑  Muhamet A. Kamberi: Country Pasture/Forage Resource Profile Arkiveret 11. august 2017 hos  Wayback Machine (engelsk)-sproget oversigt over vegetationerne i de forskellige græsningsområder i Kosovo